# José Gil (músico)
José Gil (Ausejo, La Rioja, el 29 de mayo de 1886 o 1889 - Buenos Aires, Argentina, 12 de mayo de 1947) fue violinista, director de orquesta y compositor. 
Se radicó en Argentina siendo un niño y adoptó su ciudadanía. Fue discípulo de Augusto Maurage y Alberto Williams, en cuyo conservatorio llegó a dictar las cátedras de armonía y contrapunto. La enseñanza fue su especialidad: también enseñó en el Conservatorio Nacional de Música y Arte Escénico y en el Conservatorio Municipal de la Ciudad de Buenos Aires. Dentro del ámbito del Consejo Nacional de Educación alcanzó a ser Inspector Técnico en las escuelas de su radio. En 1932 integró el directorio del Teatro Colón y, eventualmente, dirigió su orquesta.2

#### Obras
- Un pleito sensacional, opereta ·       Obertura ·       Cuatro Danzas Argentinas ·       Tres Madrigales de Miguel Ángel ·       Trío en la Mayor ·       Cuarteto en Si bemol Mayor ·       Sonata en re menor ·       Sonata en La Mayor ·       Introducción y Allegro ·       Tres Madrigales de Miguel Ángel ·       Morera de mi tierra ·       Patria Grande ·       Tres sonetos de Petrarca ·       Tres piezas para piano ·       Preludio ·       Paisaje, canción escolar ·       De quel cerro verde ·       Canción del arado ·       Valse ·       Valse langoureuse ·       Sonatina ·       Homenaje a Julián Aguirre: Bajó un ángel del Cielo ·       Sonatina ·       Himno al Centenario de la Independencia Argentina ·       Himno Oficial del XXXII Congreso Eucarístico Internacional ·       Canción de cuna ·       La primavera viene

#### Arreglo e instrumentaciones
- Canción patriótica de Esteban de Luca “América toda se conmueve al fin” ·       El rancho abandonado (de A. Williams) ·       Estilo (de C. Troiani) ·       Escondido (de C. Troiani) ·       Serenata (de C. Troiani)

#### Obras en colaboración
- Mosaico Musical

Datos extraídos de la copia digital de su libreta de familia, disponible en el Instituto de Investigación en Etnomusicología del Gobierno de la Ciudad de Buenos Aires, Argentina.
Arizaga, Rodolfo (1972). Enciclopedia de la música argentina. Fondo Nacional de las Artes. p. 162.